# (52392) 1993 RG5
Az (52392) 1993 RG5 a Naprendszer kisbolygóövében található aszteroida. Eric Walter Elst fedezte fel 1993. szeptember 15-én.